# Флаксемберг Аркадій Семенович
Флаксемберг Аркадій Семенович (6 вересня 1950, Михайлівка — 25 лютого 2021, Хмельницький
) — лікар-хірург та організатор охорони здоров'я вищої кваліфікаційної категорії, науковець, Заслужений лікар України (2003), нагороджений Почесною грамотою Кабінету Міністрів України, начальник управління охорони здоров'я Хмельницької обласної державної адміністрації (2004—2005), головний лікар Хмельницької обласної лікарні (2006—2019), депутат Хмельницької обласної ради 7 скликання (2015—2020).

## Біографія
Народився 6 вересня 1950 року в с.Михайлівка, Ярмолинецького району, Хмельницької області в родині лікарів. У 1966 році закінчив Кам’янець-Подільську середню школу №9.
1976 — закінчив Чернівецький державний медичний інститут за спеціальністю «Лікувальна справа».
1976-1977 — інтернатура в Кам’янець-Подільській центральній районній лікарні.
1977-1978 — лікар-хірург Богунської районної лікарні №2 Житомирської області.
1978-1996 — ординатор хірургічного відділення Кам’янець-Подільської центральної районної лікарні.
1996-2000 рік — завідувач хірургічним відділенням Кам’янець-Подільської центральної районної лікарні. 
2000-2004 — головний лікар Кам’янець-Подільської центральної районної лікарні.
2004-2005 — начальник управління охорони здоров’я Хмельницької обласної державної адміністрації.
2005-2006 — заступник головного лікаря з хірургічної роботи Хмельницької обласної лікарні.
2006-20019 — головний лікар Хмельницької обласної лікарні. Під час його керівництва було створене відділення кардіоендоваскулярної хірургії та інтервенційної радіології, почала розвиватися кардіохірургічна служба. Відкрито новий корпус обласної лікарні, де почали працювати відділення екстрагенітальної патології вагітних та новонароджених, центр планування сім’ї.
Пішов із життя 25 лютого 2021 року у м.Хмельницькому.

### Громадська діяльність
Очолював Хмельницький обласний осередок Асоціації головних лікарів України.
Обирався депутатом Хмельницької обласної ради 7 скликання (2015-2020)
Займався благодійністю. На пожертви Аркадія Семеновича та його дружини Марини Оскарівни Хмельницьким благодійним фондом «Хесед Бешт» засновано «Премію родини Флаксембергів», яка спрямована на розвиток волонтерства, творчих здібностей у дітей і молоді.

## Нагороди та відзнаки
2003 — Заслужений лікар України.
2009 — Почесна грамота Кабінету Міністрів України.
2010 — Почесна грамота Міністерства охорони здоров'я України.